# Rigangan I
Rigangan I is een bestuurslaag in het regentschap Kaur van de provincie Bengkulu, Indonesië. Rigangan I telt 505 inwoners (volkstelling 2010).